# اللقاء الثاني (مسلسل)
مسلسل اللقاء الثاني من إنتاج 1988، ومن إخراج علية يس ومن تأليف عاطف بشاي وبطولة محمود ياسين وبوسي. المسلسل هو ثالث مسلسل ينتجه التليفزيون المصري على هيئة حلقات منفصلة بعد مسلسل هو وهي ومسلسل هي وغيرها.

## ملخص المسلسل
حلقات منفصلة متصلة حول علاقة الرجل بالمرأة كأخوات أو أصدقاء أو أزواج وذلك من خلال وقوع بعض الأحداث الاجتماعية بينهما ثم يفترقان فيعودا من جديد ويتذكر كل من منهما الأخر وما وقع بينهما من أحداث.

## الحلقات
| - لقاء متأخر - البروش - أبعدية الجمال | - أسوار الذكرى - الاسم ثلاثي - حبيبي أحمد | - حبيبي قنبلة موقوتة - ريبورتاج - عرش البطولة |
| - الاستاذ                             | احلي حب                                   |                                               |

## فريق العمل

### بطولة
| - محمود ياسين - بوسي - هالة صدقي - رشوان توفيق - إنعام سالوسة - ثريا إبراهيم - ثريا عز الدين - نادية عزت - ناهد جبر - محمد خيري - عبد الحفيظ التطاوي - صابرين - مدحت مرسي - فاروق يوسف | - سيد عبد الفتاح - نبوية السيد - نادية رفيق - فاروق رمضان - أمين عنتر - نبيل بدر - أحمد عزت: طفل - إبراهيم حسنين - حسن العدل - نوال هاشم - هانم محمد - عبد العزيز عيسى - نبيل الشاذلي - رشدي عسكر | - حسن شبل - أمال العزازي - موسى سالم - عباس منصور - جمال الفيشاوي - محمد لطفي - نادية شمس الدين - سمير رامي - سليمان عبد العزيز - عبد الرحمن حامد - أشرف نصار - صفاء لطفى - عاطف طنطاوي - كمال عبد العزيز | - عبد السلام عطية - عادل برهام - سمير وحيد - مي نور الشريف: طفلة - عبد السلام الدهشان - صبري عبد المنعم - تهاني راشد - أحمد سلامة - عزة لبيب - محمود مسعود - المنتصر بالله - حسن المفتي - سيد دعبس | - أحلام الجريتلي - راوية عامر - نوال البطوطي - سوزان صالح - إبراهيم السيد - حسن عثمان - مدحت غالي - مصطفى عبد الله - سعيد حسن - عماد الشربيني - نيفين ثروت - سحر طلعت - بدرية عبد الجواد |

### إداريون
| - نهى حقي: مؤلف - عاطف بشاي: معالجة درامية وسيناريو وحوار - علية يس: مخرج - وحيد محب: مساعد مخرج أول - سامي بشري: ساعد في الإخراج - مريم الجزايرلي: مساعد مخرج أول | - تيمور بكير: مدير التصوير - سيد بخاتي: مدير التصوير - ملك منير: مدير الإضاءة - أمين عبد الرازق: مونتاج الكتروني - محمود خيري: مؤثرات صوتية | - قطاع الإنتاج - اتحاد الإذاعة والتلفزيون (ج.م.ع): منتج - قطاع الشئون المالية والاقتصادية - اتحاد الإذاعة والتلفزيون (ج.م.ع): موزع - كريمة سعد: مصممة الملابس - عمر خيرت: الألحان والموسيقى التصويرية - علي الحجار: غناء | - حنان ماضي: غناء - محمود خيري: إعداد موسيقي - سيد حجاب: أشعار - تهاني نصيف: مهندسة الديكور - فتحي قابيل: خطوط |